# Beach Boys' Party!
Albums de The Beach Boys
Summer Days (And Summer Nights!!)
(1965) Pet Sounds
(1966)
Singles
1. Barbara Ann
Sortie : 8 novembre 1965

Beach Boys' Party! est le dixième album studio des Beach Boys, sorti en 1965.
Alors que Brian Wilson travaille depuis plusieurs mois sur Pet Sounds, la maison de disques Capitol réclame au groupe un album pour la saison de Noël 1965. Les Beach Boys enregistrent donc, durant l'automne, une série de reprises acoustiques de chansons populaires du moment, dont trois compositions des Beatles et une version parodique des tubes I Get Around et Little Deuce Coupe. Afin de donner l'impression que l'album a été enregistré lors d'une véritable fête, de fausses interventions de convives ont été insérées durant la post-production.
Party! est un succès commercial des deux côtés de l'Atlantique : no 6 des ventes aux États-Unis et no 3 au Royaume-Uni. Le 45 tours Barbara Ann rencontre également un franc succès.

## Titres

### Face 1
1. Hully Gully (Fred Smith, Cliff Goldsmith) – 2:22
2. I Should Have Known Better (John Lennon, Paul McCartney) – 1:40
3. Tell Me Why (John Lennon, Paul McCartney) – 1:46
4. Papa-Oom-Mow-Mow (Carl White, Al Frazier, Sonny Harris, Turner Wilson Jr.) – 2:18
5. Mountain of Love (Harold Dorman) – 2:51
6. You've Got to Hide Your Love Away (John Lennon, Paul McCartney) – 2:56
7. Devoted to You (Boudleaux Bryant) – 2:13

### Face 2
1. There's No Other (Like My Baby) (Phil Spector, Leroy Bates) – 3:05
2. Medley : I Get Around / Little Deuce Coupe (Brian Wilson, Mike Love, Roger Christian) – 3:12
3. The Times They Are a-Changin' (Bob Dylan) – 2:23
4. Barbara Ann (Fred Fassert) – 3:23

## Musiciens
- Al Jardine : chant principal (2, 3, 11), chœurs, guitare acoustique
- Bruce Johnston : chœurs, basse
- Mike Love : chant principal (1, 4, 5, 7, 8, 10)
- Brian Wilson : chant principal (4, 7, 9, 12), chœurs, basse
- Carl Wilson : chant principal (2, 3), chœurs, guitare acoustique
- Dennis Wilson : chant principal (6), chœurs
- Dean Torrence : chant (12)
- Hal Blaine : percussions